# Atabeg
Pour les articles homonymes, voir Atabey.
Atabeg, atabey ou atabek (père du prince) est un titre de noblesse turc.
À l'époque des Seldjoukides, il s'agissait d'un dignitaire jouant le rôle de tuteur d'un jeune prince. Quand un prince seldjoukide mourait, la régence était attribuée à un atabeg chargé de protéger et de guider les héritiers. Ils épousaient souvent les mères veuves et, de ce fait, assumaient d'une certaine manière la paternité par procuration.
Aux XIe et XIIe siècles, des dynasties ont été fondées par des mamelouks affranchis qui occupaient des hauts postes administratifs dans la cour des puissants émirs. À la mort de ces derniers, ils se sont retrouvés titulaires eux-mêmes de la régence et ont privé les héritiers de la légitimité de leur pouvoir, profitant de l'occasion pour usurper le trône. Ces usurpateurs prirent le titre d'atabeg car ils n'osaient pas prendre le titre de sultan.
Aussi, le XIIe siècle, en Mésopotamie (Irak) est l'« âge des atabegs » (des régents). Ils ont fondé différentes dynasties et ont placé leurs héritiers, les émirs seldjoukides, dans diverses principautés. 
Le plus célèbre était probablement Zengi, atabeg de Mossoul depuis 1128. Il s'est imposé rapidement, dominant une grande partie du Nord de la Mésopotamie et de la Syrie (y compris Alep). Après la période seldjoukide, le titre a été moins utilisé.

Chez les Iraniens, le terme est transposé à atâbak et atâbak-e-azam (« atabeg suprême ») a été de temps en temps employé pour remplacer le titre de vazir-e-azam.
Ils formèrent quatre dynasties principales : 
- les atabegs de l'Irak, qui eurent pour fondateur Zengi, que les croisés appelaient Sanguin. Ses successeurs régnèrent de 1127 à 1218.  grand vizir »).
- atabegs du Fars, qui possédèrent la Perse de 1148 à 1265 et furent chassés par Houlagou Khan.
- les atabegs d'Azerbaïdjan, de 1169 à 1225.
- les atabegs du Loristan, dont le dernier, Rokneddin (en), mourut en 1339.

Parmi les tribus turkmènes, comme en Iran, on trouve aussi le titre de khan.